# 好未来
北京世纪好未来教育科技有限公司，是中國大陸的一間專為中小学生提供课外輔導的教育機構，公司总部位于中华人民共和国北京市，該公司由张邦鑫和曹允东于2003年8月創辦。成立最初的公司名稱是學而思；於2013年8月19日時，學而思更名為好未来。
2021年7月起，受到中共中央總書記習近平推行的「雙減政策」影響，好未來等中國私人教育企業遭受嚴重打擊。中国教育部门发布规定禁止校外培训机构盈利，导致包括好未来在内的上市教育公司股价大幅缩水。“双减”后，辅导平台“希望学”与学而思网校标志，界面设计等方面雷同，且网页源代码里也包含"xueersi"字串，导致许多自媒体平台怀疑希望学与学而思的关系。

## 公司沿革

### 成立初期
時間回推至2003年，两位北大研究生張邦鑫和曹允東在学生宿舍创办了“奥数网”，这便是好未来集团的前身。
2005年，正式将机构取名为学而思，专门从事中小学學生课外辅导培训。此後，学生人数逐年递增，分公司迅速擴張至天津、上海、广州等城市。相繼設立培优、智康1对1、学而思网校等教育品牌。
2010年，学而思集團正式登陆纽约证券交易所挂牌交易，成为国内首家在美国上市的中小学教育培训机构。

### 北京世纪好未来教育科技有限公司
2013年8月19日，学而思集团官方发布消息稱：已沿用了十年的集团名称将正式由“学而思”更名为“好未来”。
更名后，好未来集团的新logo、新域名(www.100tal.com)也一并发布，集团全新定位为“一个用科技与互联网来推动教育进步的公司”，提出了“成为受尊敬的教育机构”的愿景。
2021年11月3日凌晨，好未来表示，中国内地义务教育阶段的学科类校外培训服务于2021年12月31日截止。该机构旗下的线上平台学而思网校也同步宣布将停止义务教育阶段的学科类校外培训服务。
2022年8月31日，好未來旗下的家校溝通工具晓黑板停運。晓黑板於2015年上線。
2023年3月，學而思重新大規模啟動線下招生。

## 旗下事業部
- 培优事业部
  - 中小学理科教育（使用「學而思」品牌）
  - 英語學科（使用「乐加乐」品牌）
  - 語文學科（使用「东学堂」品牌）
- 智康1对1
- 学而思网校
- 摩比思维馆
- E度教育网